# Ralph Fiennes
Pour les articles homonymes, voir Fiennes (homonymie).
Ralph Fiennes [ɹɛɪ̯f faɪ̯nz] est un acteur, réalisateur et producteur de cinéma britannique, né le 22 décembre 1962 à Ipswich (Suffolk).
Il est également citoyen honoraire de Serbie.
Il est connu pour son interprétation d'Amon Göth dans La Liste de Schindler (1993) et de M. Gustave dans The Grand Budapest Hotel (2014), ainsi que pour sa participation à la série de films Harry Potter (2005-2011), dans laquelle il interprète l'antagoniste principal Lord Voldemort. Il rejoint la saga James Bond à partir du film Skyfall (2012), dans lequel il interprète M, rôle qu'il reprendra dans 007 Spectre (2015) et Mourir peut attendre (2021). Il joue également dans Quiz Show (1994), Le Patient anglais (1996), The Constant Gardener (2005), Bons Baisers de Bruges (2008), The Reader (2008) et The King's Man : Première Mission (2021).
Il prête sa voix à Ramsès II dans Le Prince d'Égypte (1998), à Lord Victor Quartermaine dans Wallace et Gromit : Le Mystère du lapin-garou (2005), Raiden le roi Lune dans Kubo et l'Armure magique (2016) et Alfred Pennyworth dans Lego Batman, le film (2017).
Trois fois nommé aux Oscars, il est le seul acteur de théâtre à avoir remporté le Tony Award pour avoir joué Hamlet de Shakespeare à Broadway. Ralph Fiennes est aussi l'un des ambassadeurs britanniques pour l'Unicef et est membre du conseil de la Royal Academy of Dramatic Art.
Il est le frère de la réalisatrice Martha Fiennes, du compositeur Magnus Fiennes, de l'acteur Joseph Fiennes et l'oncle de l'acteur Hero Fiennes-Tiffin.

## Biographie

### Jeunesse et formation
Ralph Nathaniel Twisleton-Wykeham-Fiennes naît en 1962 à Ipswich d'une mère peintre et romancière, Jennifer Lash (en) (1938-1993) et d'un père photographe et agriculteur, Mark Fiennes (en) (1933-2004). Il est l'aîné d'une famille de six enfants : Martha, devenue réalisatrice, Magnus, devenu musicien, Sophie, devenue documentaliste et productrice, les jumeaux Jacob, devenu garde-chasse, et Joseph, également devenu acteur ; son frère adoptif, Mick, adopté à l'âge de 11 ans, est devenu archéologue. Descendant du roi Jacques II d'Écosse, il est également cousin au 8e degré du roi Charles III et il est cousin au troisième degré de l'auteur William Fiennes (en) ainsi que du célèbre explorateur Ranulph Fiennes. Son oncle, Nicholas Lash est, quant à lui, un ancien prêtre et professeur de théologie à l'université de Cambridge. Son grand-oncle, Dom Patrick Moore, est moine bénédictin.
La famille Fiennes s'installe en Irlande en 1973 et y reste pendant quelques années. Le jeune Ralph Fiennes passe un an au collège catholique St Kieran (en) de Kilkenny, puis il va à l'école Newtown (en), un établissement d'enseignement secondaire quaker de la ville de Waterford, au sud-est de l'île. Ils déménagent ensuite à Salisbury, en Angleterre, où Ralph Fiennes finit ses études secondaires dans une école pour garçons (la Bishop Wordsworth's Grammar School (en)). Il part ensuite étudier la peinture au Chelsea College of Art and Design.

### Débuts sur les planches
Passionné par le jeu d'acteur, Ralph suivra, à partir de 1982, des cours de théâtre à la Royal Academy of Dramatic Art (RADA). En 1985, il est engagé au London Open Air Theatre. Il y joue des rôles dans au moins trois œuvres shakespeariennes : Roméo et Juliette où il interprète le rôle de Roméo, La Nuit des rois et Le Songe d'une nuit d'été où il a le rôle de Lysandre, puis il intègre la Royal Shakespeare Company en 1986 et interprète plusieurs rôles classiques, dont Claudio dans la pièce Beaucoup de bruit pour rien, Troïlus dans Troïlus et Cressida, ou encore Edmund dans Le Roi Lear. Durant la tournée d'été, il joue dans deux tragédies shakespeariennes : Henri VI et Richard III, il interprète également les rôles de Thésée et Obéron dans une nouvelle mise en scène du Songe d'une nuit d'été. Il joue encore dans Ring Around the Moon de Harry Partch.
En 1987, il entre dans la troupe de Michael Rudman au Britain's Royal National Theatre et y reste deux saisons. Cette période est très féconde pour Ralph Fiennes qui joue tour à tour des pièces shakespeariennes telles que Peines d'amour perdues, Beaucoup de bruit pour rien ou Troïlus et Cressida, ainsi que dans des pièces plus contemporaines, comme Six Personnages en quête d'auteur de Luigi Pirandello, Ting Tang Mine de Nick Darke, L'Homme qui vint dîner de Moss Hart et George Kaufman, ou encore Fathers and Sons de Michael Bradford. En 1989, la Royal Shakespeare Company l'engage enfin comme pensionnaire (acteur résident).

### Débuts au cinéma
En 1990, Ralph Fiennes fait ses premiers pas devant la caméra en interprétant Lawrence d'Arabie dans le téléfilm A Dangerous Man : Lawrence After Arabia, produit par David Puttnam et réalisé par Chris Menaul pour la télévision britannique. L'année suivante, le même réalisateur lui donne un petit rôle dans la première saison de la série policière Suspect numéro 1. En 1992, il décroche son premier rôle dans un long métrage avec Juliette Binoche, Les Hauts de Hurlevent, film dans lequel il interprète Heathcliff — rôle précédemment tenu par Laurence Olivier dans la version de 1939. Cette nouvelle adaptation du roman d'Emily Brontë, signée Peter Kosminsky, se révèle un cuisant échec, à la fois critique et commercial. Il permet cependant à Ralph Fiennes de se faire remarquer par Steven Spielberg, qui lui confie alors un second rôle important (celui du chef de camp nazi Amon Göth). Il lui adjoint Liam Neeson et Ben Kingsley comme partenaires l'année suivante, dans l'un de ses plus grands succès, La Liste de Schindler. Le film remporte sept Oscars sur douze nominations, dont ceux du meilleur film et du meilleur réalisateur, mais pas celui du meilleur second rôle, ni le Golden Globe du meilleur second rôle pour lequel il est également nommé, mais reçoit tout de même de la profession sept récompenses[pas clair]. Enfin, le film est un tel succès international que le second long métrage tourné avec Ralph Fiennes la même année, The Baby of Mâcon, pourtant réalisé par le Britannique Peter Greenaway, passe inaperçu.

### Consécration
Dans les années suivantes, Ralph Fiennes tourne trois films qui eux, ne passent pas inaperçus, avec des rôles à la mesure de son talent. En 1994, il donne la réplique à John Turturro dans le nouveau film de Robert Redford : Quiz Show, qui raconte la corruption dans un jeu télévisé américain des années 1950. Fiennes y joue le professeur de littérature Charles Van Doren, concurrent d'un jeu de connaissance adulé du public avant de devoir avouer qu'il trichait. L'année suivante, l'acteur change complètement de registre et donne la réplique à Angela Bassett et Juliette Lewis dans Strange Days, un thriller futuriste de Kathryn Bigelow. Il interprète cette fois un policier reconverti dans le trafic de 'squids', des disques illégaux grâce auxquels les « nouveaux junkies » peuvent se droguer aux scènes violentes ou érotiques.

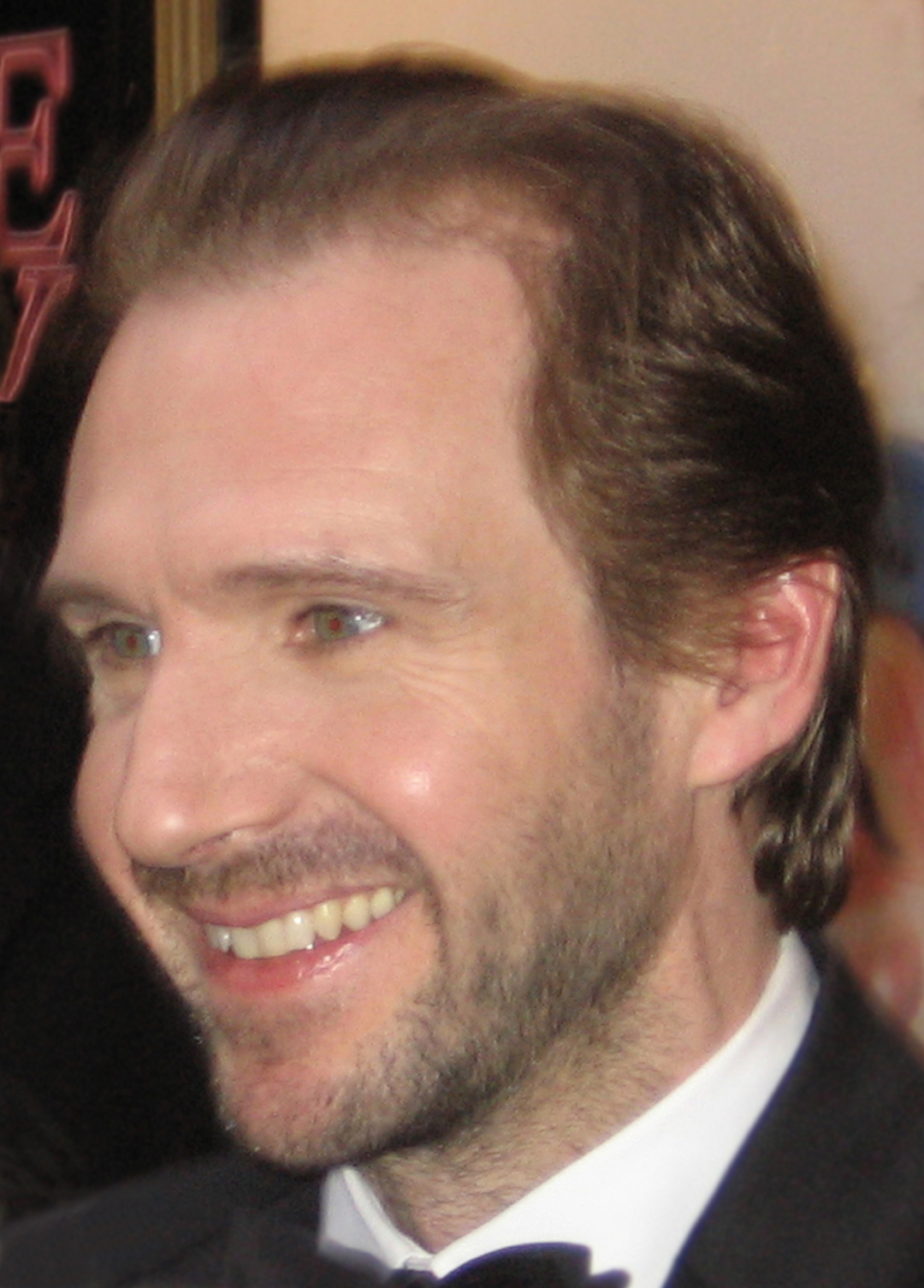
Ralph Fiennes en 2006.

En 1994, il fut très sérieusement envisagé comme nouvel interprète de l'agent secret James Bond pour GoldenEye,.
En 1996, on le retrouve avec Kristin Scott Thomas, Juliette Binoche et Willem Dafoe dans Le Patient anglais (The English Patient), un drame romantique réalisé par Anthony Minghella où il tient le rôle d'un aviateur hongrois (le comte László Almásy) au service d'expéditions archéologiques britanniques. Une fois de plus, Ralph Fiennes connaît le succès avec ce dernier film et alors que le film remporte neuf Oscars, Ralph Fiennes obtient une seconde nomination mais cette fois pour l'Oscar du meilleur acteur. Cependant, son triomphe sur grand écran ne lui a pas pour autant fait oublier son goût pour la scène car, en 1994, il remonte sur les planches de Londres dans le rôle-titre de Hamlet mis en scène par Johnatan Kent. Le succès est là aussi au rendez-vous, à tel point que l'équipe traverse l'Atlantique et se produit désormais à Broadway. Pendant quinze semaines, les acteurs jouent à guichets fermés et Fiennes obtient la reconnaissance, théâtrale cette fois, puisqu'il deviendra le premier interprète de Hamlet à recevoir le Tony Award.

### Retour au théâtre

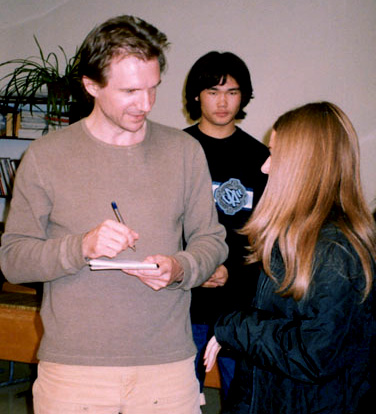
Ralph Fiennes signant un autographe lors de sa visite en tant qu'ambassadeur de l'Unicef à Bichkek (Kirghizistan).

En 1996, toujours à Broadway, il apparaît, lors d'une unique soirée, dans Love in a Cold Climate, au profit de l'Almeida Theatre à Londres. Toutefois, après deux succès mondiaux, Ralph enchaîne les tournages mais chaque nouveau film est un nouvel insuccès (les puristes se contenteront d'apprécier sa prestation dans l'adaptation de la série télévisée Chapeau melon et bottes de cuir de Jeremiah S. Chechik, avec Uma Thurman, en 1998) et décide donc de mettre sa carrière cinématographique en berne. En 1999, il assure la promotion du livre posthume de sa mère, décédée en 1993, et apportera désormais son soutien aux campagnes de l'Unicef. L’été 2000, il joue Richard II et Coriolan à l’Almeida Theatre dans des mises en scène de Jonathan Kent, et est le protagoniste de la pièce de Christopher Hampton The Talking Cure, mise en scène par Howard Davies, puis de Brand d’Ibsen, sous la direction d’Adrian Noble.

### Retour au cinéma
Son retour sur grand écran a lieu en 2002 et il enchaîne les tournages (3 films en moyenne par an). Il incarne tout d'abord le fascinant Francis Dolarhyde dans le Dragon rouge de Brett Ratner avec Edward Norton et Anthony Hopkins, mais étonne surtout grâce au rôle qu'il campe dans Spider de David Cronenberg : Fiennes y interprète un quadragénaire sortant de l'hôpital psychiatrique après 20 ans d'internement et qui revient dans sa ville natale pour trouver des clés de son passé tourmenté.
En 2003, il est à l'affiche de la comédie romantique Coup de foudre à Manhattan de Wayne Wang, dans laquelle il donne la réplique à Jennifer Lopez et rejoint le casting d'acteurs à majorité francophone (Tchéky Karyo, Saïd Taghmaoui, Gérard Darmon, Emir Kusturica, etc.) de L'Homme de la Riviera de Neil Jordan pour ce film porté par un Nick Nolte en organisateur de braquages de banques.
En 2004, il joue un diplomate veuf enquêtant au Kenya sur l'assassinat de sa femme, une activiste retrouvée assassinée, dans The Constant Gardener de Fernando Meirelles, le réalisateur de La Cité de Dieu. Il est aussi au casting de Génération Rx (The Chumscrubber), projeté au festival de Sundance.
En 2005, il double Lord Victor Quatremains dans Wallace et Gromit : Le Mystère du lapin-garou et joue pour la première fois le rôle de Lord Voldemort dans Harry Potter et la Coupe de feu de Mike Newell, rôle qu'il reprend dans trois des quatre derniers épisodes de l'octalogie Harry Potter, réalisés par David Yates : Harry Potter et l'Ordre du Phénix (2007), et Harry Potter et les Reliques de la Mort, parties 1 et 2 (2010-2011).
En 2008, il rejoint Colin Farrell et Brendan Gleeson au casting de la comédie dramatique Bons baisers de Bruges (In Bruges), remporte les suffrages pour sa prestation du personnage du duc de Devonshire dans The Duchess, aux côtés de Keira Knightley, et interprète enfin le premier rôle masculin dans la dernière partie de The Reader du réalisateur de Billy Elliot et The Hours : Stephen Daldry.
En 2012, il apparaît à la distribution de Skyfall, vingt-troisième film de la saga James Bond dans lequel il incarne Gareth Mallory, responsable des services secrets et de la Sécurité intérieure britannique et devient le quatrième acteur officiel à incarner M, supérieur hiérarchique de James Bond, succédant ainsi à Judi Dench, il reprend son rôle dans 007 Spectre en 2015 et Mourir peut attendre en 2021.
En 2018, il réalise le film The White Crow sur la vie de Rudolf Noureev, dont le tournage s'effectue entre Paris, Belgrade et la Croatie.
En 2024, il joue le rôle principal du film Conclave qui connait un succès important après la mort du pape François en avril 2025.

### Vie privée
Ralph Fiennes a rencontré l'actrice Alex Kingston, surtout connue pour son rôle du Dr Elizabeth Corday dans la série Urgences, alors qu'ils étaient étudiants à la Royal Academy of Dramatic Art. Après s'être fréquentés durant dix ans, ils se marièrent en septembre 1993 pour divorcer en 1997. Après 1995, Fiennes entretenait une relation avec l'actrice Francesca Annis, de 17 ans plus âgée que lui et qui avait joué sa mère dans Hamlet. Le 7 février 2006, le couple se sépare après que les tabloïds ont révélé que Fiennes avait eu une relation avec une chanteuse roumaine du nom de Cornelia Crisan.
À la fin de l'année 2006, des sources rapportèrent que l'acteur fréquentait l'actrice Ellen Barkin.
En mai 2025, il compte parmi les signataires d'une pétition de personnalités du cinéma dénonçant le silence du monde de la culture face au « génocide à Gaza ».

## Filmographie

### Acteur

#### Cinéma
- 1992 : Les Hauts de Hurlevent (Wuthering Heights) de Peter Kosminsky : Heathcliff
- 1993 : The Baby of Mâcon de Peter Greenaway : le fils du prêtre
- 1993 : La Liste de Schindler (Schindler's List) de Steven Spielberg : Amon Göth
- 1994 : Quiz Show de Robert Redford : Charles Van Doren
- 1995 : Strange Days de Kathryn Bigelow : Lenny Nero
- 1996 : Le Patient anglais (The English Patient), d'Anthony Minghella : Comte László Almásy
- 1997 : Oscar et Lucinda (Oscar and Lucinda) de Gillian Armstrong : Oscar Hopkins
- 1998 : Chapeau melon et bottes de cuir (The Avengers) de Jeremiah S. Chechik : John Steed
- 1999 : Sunshine d'István Szabó : Ignatz Sonnenschein / Adam Sors / Ivan Sors
- 1999 : Onegin de Martha Fiennes : Eugene Onegin
- 1999 : La Fin d'une liaison (The End of the Affair) de Neil Jordan : Maurice Bendrix
- 2002 : Spider de David Cronenberg : Spider
- 2002 : L'Homme de la Riviera (The Good Thief) de Neil Jordan : Tony Angel
- 2002 : Dragon rouge (Red Dragon) de Brett Ratner : Francis Dolarhyde
- 2002 : Coup de foudre à Manhattan (Maid in Manhattan) de Wayne Wang : Christopher Marshall
- 2004 : Génération Rx (The Chumscrubber) d'Arie Posin : Mayor Michael Ebbs
- 2005 : Chromophobia de Martha Fiennes : Stephen Tulloch
- 2005 : The Constant Gardener de Fernando Meirelles : Justin Quayle
- 2005 : Harry Potter et la Coupe de feu (Harry Potter and the Goblet of Fire) de Mike Newell : Lord Voldemort
- 2006 : La Comtesse blanche (The White Countess) de James Ivory : Todd Jackson
- 2006 : Coups d'État (Land of the Blind) de Robert Edwards : Joe
- 2007 : Harry Potter et l'Ordre du Phénix (Harry Potter and the Order of the Phoenix) de David Yates : Lord Voldemort
- 2008 : Bons Baisers de Bruges (In Bruges) de Martin McDonagh : Harry Waters
- 2008 : The Duchess de Saul Dibb : William Cavendish, 5e duc de Devonshire
- 2008 : The Reader de Stephen Daldry : Michael Berg (3e époque)
- 2009 : Démineurs (The Hurt Locker) de Kathryn Bigelow : Team Leader
- 2010 : Nanny McPhee et le Big Bang (Nanny McPhee and the Big Bang) de Susanna White : Lord Gray
- 2010 : Le Choc des Titans (Clash of the Titans) de Louis Leterrier : Hadès
- 2010 : Cemetery Junction de Ricky Gervais et Stephen Merchant : M. Kendrick
- 2010 : Harry Potter et les Reliques de la Mort, partie 1 (Harry Potter and the Deathly Hallows) de David Yates : Lord Voldemort
- 2010 : Harry Potter and the Forbidden Journey (court-métrage) de Thierry Coup : Lord Voldemort
- 2011 : Harry Potter et les Reliques de la Mort, partie 2 (Harry Potter and the Deathly Hallows) de David Yates : Lord Voldemort
- 2012 : Ennemis jurés (Coriolanus) de lui-même : Coriolan
- 2012 : La Colère des Titans (Wrath of the Titans) de Jonathan Liebesman : Hadès
- 2012 : De grandes espérances (Great Expectations) de Mike Newell : Magwitch
- 2012 : Skyfall de Sam Mendes : Gareth Mallory / M
- 2013 : The Invisible Woman de lui-même : Charles Dickens
- 2014 : The Grand Budapest Hotel de Wes Anderson : M. Gustave
- 2015 : Deux femmes de Vera Glagoleva : Mikhail Rakitine
- 2015 : 007 Spectre de Sam Mendes : Gareth Mallory / M
- 2015 : A Bigger Splash de Luca Guadagnino : Harry
- 2016 : Ave, César ! (Hail, Caesar!) de Joel et Ethan Coen : Laurence Lorenz
- 2017 : Sea Sorrow de Vanessa Redgrave : Prospero
- 2018 : Noureev (The White Crow) de lui-même : Pushkin
- 2018 : Holmes and Watson d'Etan Cohen : le professeur Moriarty
- 2019 : Official Secrets de Gavin Hood : Ben Emmerson
- 2020 : Le Voyage du Docteur Dolittle (Dolittle) de Stephen Gaghan : Barry, un tigre (voix)
- 2021 : The Dig de Simon Stone : Basil Brown
- 2021 : Mourir peut attendre (No Time to Die) de Cary Joji Fukunaga : M
- 2021 : The King's Man : Première mission (The King's Man) de Matthew Vaughn : le Duc Orlando d'Oxford / Arthur
- 2022 : Le Menu (The Menu) de Mark Mylod : le chef Julian Slowik
- 2022 : The Forgiven de John Michael McDonagh : David Henninger
- 2023 : La Merveilleuse Histoire de Henry Sugar (The Wonderful Story of Henry Sugar) (court métrage) de Wes Anderson : Roald Dahl / l'agent de police
- 2023 : Le Cygne (The Swan) (court métrage) de Wes Anderson : Roald Dahl
- 2023 : Le Preneur de rats (Ratcatcher) (court métrage) de Wes Anderson : Claud / dératisateur
- 2024 : Conclave d'Edward Berger : le cardinal Lawrence
- 2024 : The Return, le retour d'Ulysse (The Return)  d'Uberto Pasolini : Ulysse
- 2025 : 28 Ans plus tard (28 Years Later) de Danny Boyle : Docteur Ian Kelson

#### Création de voix
- 1998 : Le Prince d'Égypte (The Prince of Egypt) de Brenda Chapman, Steve Hickner et Simon Wells : Ramsès II
- 2005 : Wallace et Gromit : Le Mystère du lapin-garou de Steve Box et Nick Park : Lord Victor Quartermaine
- 2016 : Kubo et l'Armure magique (Kubo and the Two Strings) de Travis Knight : Raiden le Roi Lune
- 2017 : Lego Batman, le film (The Lego Batman Movie) de Chris McKay : Alfred Pennyworth

#### Télévision
- 1990 : A Dangerous Man: Lawrence After Arabia de Christopher Menaul : Thomas Edward Lawrence
- 1991 : Suspect numéro 1 (Prime Suspect) de Christopher Menaul : Michael
- 1993 : The Cormorant de Peter Markham : John Talbot
- 2000 : Il était une fois Jésus (The Miracle Maker) de Derek W. Hayes et Stanislav Sokolov : Jésus (voix)
- 2000 : How Proust Can Change Your Life de Peter Bevan : Marcel Proust
- 2003 : Freedom : A History Of Us de Philip Kunhardt Jr. : Barton Simonson
- 2007 : Bernard et Doris (Bernard and Doris) de Bob Balaban : Bernard Lafferty
- 2011 : Page Eight de David Hare : Alec Beasley
- 2014 : Turks & Caicos de David Hare : Alec Beasley
- 2014 : Salting the Battlefield de David Hare :  Alec Beasley

### Réalisateur
- 2012 : Ennemis jurés
- 2013 : The Invisible Woman
- 2018 : Noureev (The White Crow)

## Théâtre
- 1985 : La Nuit des rois de William Shakespeare, Regent's Park Open Air Theatre, Londres : Curio
- 1985-1986 : Le Songe d'une nuit d'été de William Shakespeare, Regent's Park Open Air Theatre, Londres : Toile d'Araignée
- 1986 : Le Songe d'une nuit d'été de William Shakespeare, Regent's Park Open Air Theatre, Londres : Lysandre
- 1986 : Roméo et Juliette de William Shakespeare, Regent's Park Open Air Theatre, Londres : Roméo Montaigu
- 1987 : Six personnages en quête d'auteur de Luigi Pirandello, Royal National Theatre, Londres : le fils
- 1987 : Pères et Fils de Ivan Tourgueniev, Royal National Theatre, Londres : Arcade Nikolaïevitch Kirsanov
- 1987 : Ting Tang Mine de Nick Darke, Royal National Theatre, Londres : Lisha Ball
- 1988 : Beaucoup de bruit pour rien de William Shakespeare, The Royal Shakespeare Theatre, Stratford : Claudio
- 1988-1989 : Henri VI de William Shakespeare, Stratford / Barbican Centre, Londres : Henri VI d'Angleterre
- 1989 : Le Roi Jean de William Shakespeare, Stratford / The Pit Theatre, Londres : Louis, dauphin de France
- 1989 : The Man Who Came to Dinner de Moss Hart et George S. Kaufman, Barbican Centre, Londres : Bert Jefferson
- 1989 : Playing with Trains de Stephen Poliakoff, The Pit Theatre, Londres : Gant
- 1990 : Troïlus et Cressida de William Shakespeare, Stratford : Troïlus
- 1990 : Le Roi Lear de William Shakespeare, Stratford : Edmond
- 1991 : Peines d'amour perdues de William Shakespeare, Stratford / Barbican Centre, London : Ferdinand, Roi de Navarre
- 1995 : Hamlet de William Shakespeare, Hackney Empire, Londres / Belasco Theatre, Broadway : Hamlet
- 1997 : Ivanov d'Anton Tchekhov, Almeida Theatre, Londres : Nicolas Alexéïevitch Ivanov
- 2000 : Coriolan de William Shakespeare, BAM Harvey Theatre, Brooklyn : Caius Martius, dit Coriolan
- 2000 : Richard II de William Shakespeare, BAM Harvey Theatre, Brooklyn : roi Richard II
- 2001 : The Play What I Wrote de Hamish McColl, Sean Foley et Eddie Braben, Wyndham's Theatre, Londres : sir Ralph Fiennes
- 2003 : The Talking Cure de Christopher Hampton, Royal National Theatre, Londres : Carl Jung
- 2003 : Brand de Henrik Ibsen, Stratford / Theatre Royal Haymarket, Londres : Brand
- 2005 : Jules César de William Shakespeare, Barbican Centre, Londres / tournée : Marc Antoine
- 2006 : Faith Healer de Brian Friel, Gate Theatre, Dublin / Booth Theatre, Broadway : Francis Hardy
- 2007 : Premier amour de Samuel Beckett, Sidney Festival
- 2008 : Le Dieu du carnage de Yasmina Reza, Gielgud Theatre, Londres : Alain Reille
- 2008 : Œdipe roi de Sophocle, Royal National Theatre, Londres : Œdipe
- 2011 : La Tempête de William Shakespeare, Theatre Royal Haymarket, Londres : Prospéro
- 2013 : National Theatre: 50 Years on Stage, Royal National Theatre, Londres : Lambert Le Roux (Pravda)
- 2015 : Man and Superman, de George Bernard Shaw, Royal National Theatre, Londres : Jack Tanner
- 2016 : Solness le constructeur, de Henrik Ibsen, The Old Vic, Londres : Halvard Solness
- 2016 : Richard III de William Shakespeare, Almeida Theatre, Londres : Richard III
- 2018 : Antoine et Cléopâtre de William Shakespeare, Royal National Theatre, Londres : Marc Antoine
- 2020 : Beat the Devil de David Hare, Bridge Theatre, Londres
- 2021 : Quatre Quatuors de T. S. Eliot, Theatre Royal, Bath / tournée
- 2022 : Straight Line Crazy de David Hare, Bridge Theatre, Londres / The Shed, New York : Robert Moses

## Distinctions
Ralph Fiennes a été élu 34e plus grande star de cinéma de tous les temps en octobre 2007 et 33e star la plus sexy ayant joué pour le rôle d'Amon Göth dans La Liste de Schindler (Schindler's List, 1993) de Steven Spielberg par le magazine anglais Empire en 1995.
Sa prestation dans le rôle du fonctionnaire nazi Amon Göth dans La Liste de Schindler (1993) lui vaut la 15e place du classement des 100 meilleurs héros et méchants de films de l'American Film Institute et la 61e place dans celui des 100 meilleures interprétations de tous les temps réalisé par le magazine Première en 2006.
Ralph Fiennes a été nommé deux fois aux Academy Awards, la première fois en 1994 pour son rôle dans La Liste de Schindler (meilleur acteur dans un second rôle) puis en 1997 pour Le Patient anglais (The English Patient, 1996) pour le rôle du  comte László Almásy (meilleur acteur).

## Voix francophones
En France et de la fin des années 1990 jusqu'au milieu des années 2010, Ralph Fiennes a été principalement doublé en alternance par Bernard Gabay et Patrick Laplace, ce dernier ne le doublant plus depuis 2014. Bernard Gabay l'a notamment doublé dans The Duchess, The Reader, les films James Bond et The Grand Budapest Hotel, tandis que Patrick Laplace l'a notamment doublé dans La Liste de Schindler, les films Harry Potter ou encore la trilogie de téléfilms Page Eight, Turks and Caicos et Salting the Battlefield. Il a été doublé à deux reprises par Patrick Osmond dans Les Hauts de Hurlevent et Chapeau melon et bottes de cuir ainsi que par Bernard Lanneau dans Chromophobia et le film d'animation Kubo et l'Armure magique. À titre exceptionnel, il a notamment été doublé par Philippe Vincent dans Strange Days Patrick Floersheim dans Le Patient anglais, Jacques Albaret dans Oscar et Lucinda, Francis Lalanne dans Dragon rouge, Bernard Alane dans Bons baisers de Bruges, Pascal Germain dans Démineurs et plus récemment par Serge Faliu dans The Forgiven.
Au Québec, Alain Zouvi est la voix québécoise régulière de l'acteur. Il y a également Jean-Luc Montminy qui l'a doublé à six reprises.
- Versions françaises :
  - Bernard Gabay dans The Constant Gardener, The Duchess, The Reader, The Grand Budapest Hotel, The Dig, etc.
  - Patrick Laplace dans La Liste de Schindler, série de films Harry Potter, Le Choc des Titans, Page Eight, Salting the Battlefield, etc.

- Versions québécoises :
  - Alain Zouvi dans Romance à Manhattan, Le retour de Nounou McPhee, Bienvenue à Bruges, La Duchesse, Le liseur, etc.
  - Jean-Luc Montminy dans la série de films Harry Potter, Le Choc des Titan et La Colère des Titans